# Convention de Kandy

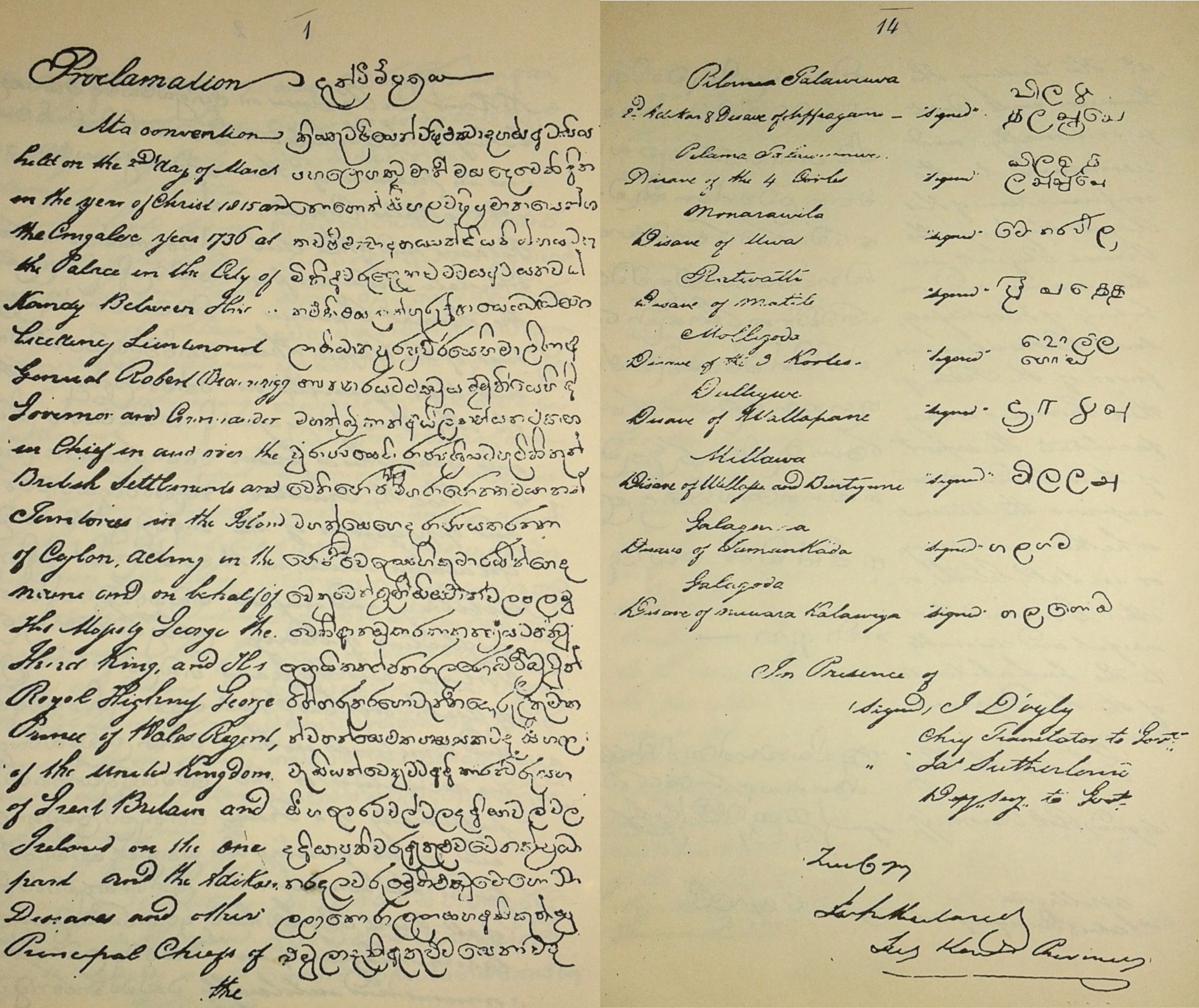
Original de la convention de Kandy.

La Convention de Kandy est un accord signé le 2 mars 1815 au Temple de la Dent entre l'Empire britannique et les nobles du Royaume de Kandy pour la déposition du roi Sri Vikrama Rajasinha, dernier souverain indépendant du Sri Lanka.
Le roi, d'origine indienne, était contesté par les nobles cinghalais qui souhaitaient réduire son pouvoir. Ils organisèrent donc un coup d'état pour accepter à sa place le roi d'Angleterre. Le 2 mars 1815, le royaume passa donc sous domination de l'Empire britannique, bien que les dernières signatures ne fussent apposées au traité que le 18 mars.
Le traité ne fut pas signé par le roi, mais par des membres de sa cour et d'autres dignitaires du Royaume. Sri Vikrama Rajasinha fut ensuite exilé avec sa famille en Inde, à Vellore.
Avant même la signature de la convention, un soldat britannique descendit le drapeau de Kandy pour le remplacer pour l'Union Jack. Un moine bouddhiste, Wariyapola Sri Sumangala (en), remit rapidement le drapeau de Kandy en place et la situation aurait pu dégénérer sans l'intervention de l'auditeur général John D'Oyly, qui se trouvait à proximité. (Wariyapola Sri Sumangala participa à la Rébellion d'Uva contre les Britanniques en 1817-1818.)

## Signataires
Le traité compte 14 pages, sur deux colonnes (texte en anglais à gauche, en cinghalais à droite). Les signatures commencent au bas de la page 13.

### pour les Britanniques
- Robert Brownrigg - Gouverneur du Ceylan britannique
- John D'Oyly - Auditeur général du Sri Lanka et chef-traducteur
- Jas. Surtherland - Sous-secrétaire du gouvernement

### pour Kandy
- Ehelepola Nilame
- Dullewe - Dissava de Wellassa et Bintenna
- Ratwatte Nilame (en) - Dissava de Matale
- Rajamanthri Nilame - Dissava de Dumbara
- Galagoda Adikaram - Dissava de Nuwara Kalawiya
- Molligoda - Maha Adigar & Dissava de Sath Korles
- Molligoda - Dissava de Thun Korles
- Pilima Talawuwe - Second Adigar & Dissava de Sabaragamuwa
- Pilima Talawuwe - Dissava d'Hathra Korles
- Keppetipola Disawe - Dissava d'Uva (un des futurs chefs de la Rébellion d'Uva)
- Galagama - Dissava de Tamankaduwa